# 5034 Joeharrington
5034 Joeharrington este un asteroid din centura principală de asteroizi.

## Descriere
5034 Joeharrington este un asteroid din centura principală de asteroizi. A fost descoperit pe 7 august 1991 la Observatorul Palomar de Henry E. Holt. Asteroidul prezintă o orbită caracterizată de o semiaxă mare de 2,30 ua, o excentricitate de 0,18 și o înclinație de 4,3° în raport cu ecliptica.